# الانتخابات الرئاسية الأذربيجانية 1993

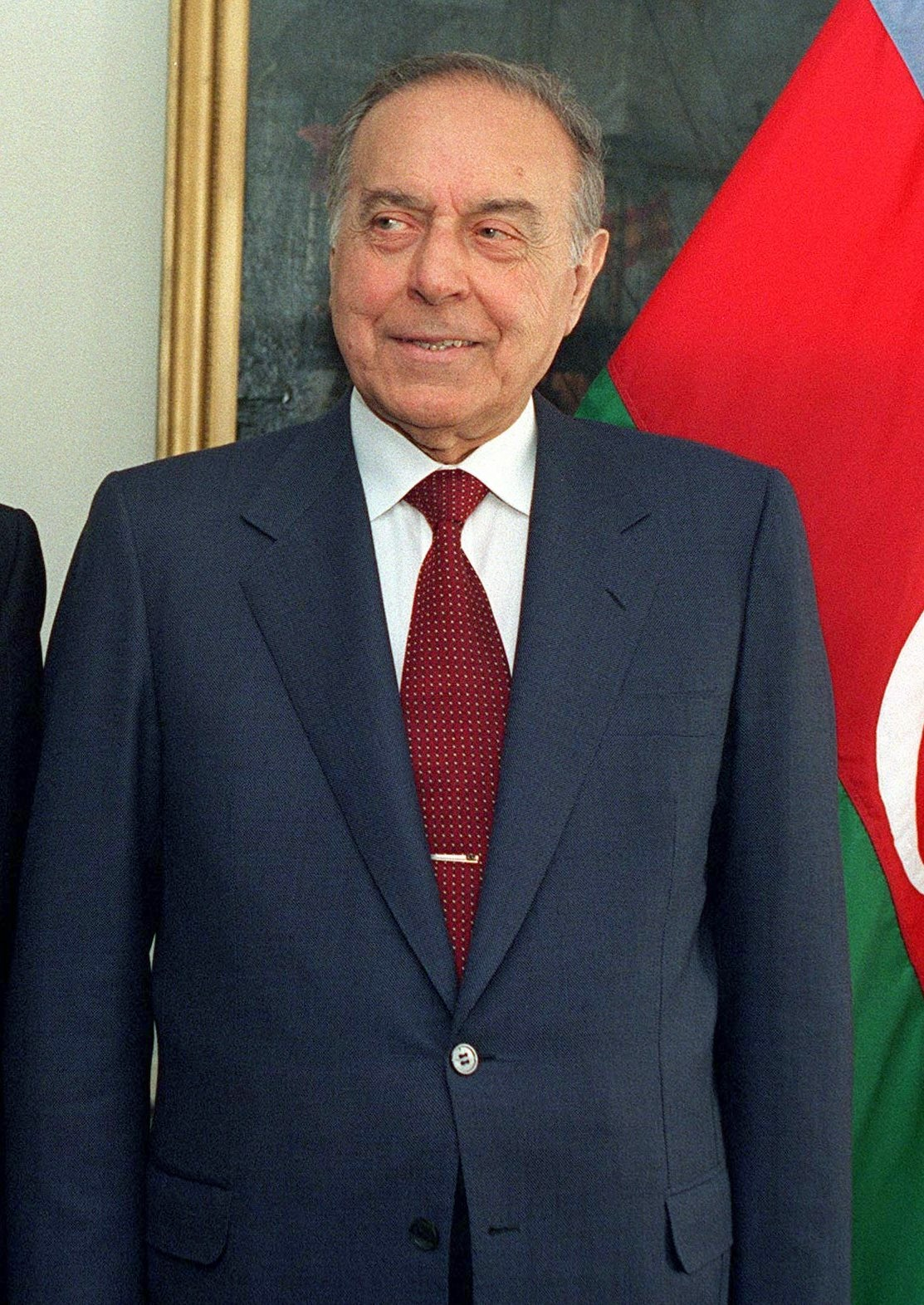
حيدر علييف.

أجريت الانتخابات الرئاسية في أذربيجان يوم 3 أكتوبر 1993. فاز حيدر علييف في الانتخابات بنسبه 98.8% وكان إقبال الناخبين حوالي 97.6٪.